# Jamahal Hill
Jamahal Alexander Hill (Chicago, Illinois, Estados Unidos, 19 de mayo de 1991) es un artista marcial mixto estadounidense que compite en la división de peso semipesado de Ultimate Fighting Championship. Desde el 18 de enero de 2025, ocupa el puesto número 4 en la clasificación de peso semipesado de UFC.

## Primeros años
Se trasladó a Grand Rapids cuando tenía 12 años. Se graduó de la Escuela Secundaria Rogers en Wyoming, Míchigan. Tras dejar pasar una carrera de baloncesto en la Universidad de Davenport, comenzó a competir en artes marciales mixtas profesionales en 2017.

## Carrera en las artes marciales mixtas

### Inicios
Inició su carrera en 2017, comenzó su carrera profesional 5-0, cuatro de los cinco combates viniendo bajo la bandera de KnockOut Promotions. En solo su cuarto combate profesional, derrotó al futuro luchador de la UFC Dequan Townsend a pesar de que Townsend tenía veintiséis apariciones profesionales antes de ese combate.
Luego recibió la llamada para aparecer en el Dana White's Contender Series 21 en 2019, donde derrotó a su oponente Alexander Poppeck por sumisión en el segundo asalto, ganando su contrato de UFC.

### Ultimate Fighting Championship
Debutó en la UFC contra Darko Stošić el 25 de enero de 2020 en el UFC Fight Night: Blaydes vs. dos Santos. Ganó el combate por decisión unánime.
Se enfrentó a Klidson Abreu el 30 de mayo de 2020 en UFC on ESPN: Woodley vs. Burns. Inicialmente ganó el combate por TKO en el primer asalto, pero el combate fue anulado el 3 de septiembre porque dio positivo por marihuana. Se le suspendió seis meses y se le impuso una multa del 15% de la bolsa del combate.
Se enfrentó a Ovince Saint Preux el 5 de diciembre de 2020 en UFC on ESPN: Hermansson vs. Vettori. En el pesaje, Saint Preux pesó 207.5 libras, una libra y media por encima del límite de peso semipesado. El combate se desarrolló en un peso acordado y Saint Preux fue multado con el 20% de su bolsa individual, que fue a parar a Hill. Ganó el combate por TKO en el segundo asalto.
Se esperaba que se enfrentara a Paul Craig el 20 de marzo de 2021 UFC on ESPN: Brunson vs. Holland. Sin embargo, el 10 de marzo, se retiró del combate tras dar positivo por COVID-19. El emparejamiento con Craig se mantuvo intacto y tuvo lugar el 12 de junio de 2021 en UFC 263. Perdió el combate por TKO en el primer asalto.
Se esperaba que se enfrentara a Jimmy Crute el 2 de octubre de 2021 UFC Fight Night: Santos vs. Walker. Sin embargo, a principios de septiembre, el combate se trasladó al 4 de diciembre de 2021 en UFC on ESPN: Font vs. Aldo. Ganó el combate por KO en el primer asalto. Esta victoria le valió el premio a la Actuación de la Noche.
Se enfrentó a Johnny Walker el 19 de febrero de 2022 en UFC Fight Night: Walker vs. Hill. Ganó el combate por KO en el primer asalto. Esta victoria le valió el premio a la Actuación de la Noche.
Se enfrentó a Thiago Santos el 6 de agosto de 2022 en UFC on ESPN: Santos vs. Hill. Ganó el combate por TKO en el cuarto asalto. Este combate le valió el premio a la Pelea de la Noche.
Se esperaba que se enfrentara a Anthony Smith el 11 de marzo de 2023 en UFC Fight Night: Yan vs. Dvalishvili. Sin embargo, fue retirado del combate después de ser reordenado para encabezar UFC 283 contra Glover Teixeira por el vacante Campeonato de Peso Semipesado de la UFC el 21 de enero de 2023. Ganó el combate y el título por decisión unánime, y en el proceso se convirtió en el primer exalumno del Dana White's Contender Series en ganar un campeonato de UFC. Este combate le valió el premio a la Pelea de la Noche.
Hill se enfrentó a Alex Pereira por el Campeonato de Peso Semipesado de la UFC en el evento principal de UFC 300 el 13 de abril de 2024. Perdió la pelea por nocaut en el primer asalto.
Hill estaba programado para enfrentar a Khalil Rountree Jr. en UFC 303 el 29 de junio de 2024. Sin embargo, Rountree se vio obligado a retirarse del evento debido a que tomó una sustancia prohibida, y fue reemplazado por Carlos Ulberg. Hill, a su vez se retiró debido a una lesión y fue reemplazado por Anthony Smith.
Hill se enfrentó a Jiří Procházka el 18 de enero de 2025 en el UFC 311. Hill perdió el combate por TKO en el tercer asalto.
Hill se enfrentó a Khalil Rountree Jr. el 21 de junio de 2025 en el UFC on ABC: Hill vs. Rountree Jr. Perdió el combate por decisión unánime.

## Vida personal
Hill tiene seis hijos, cuyas edades van desde los 2 hasta los 14 años, según junio de 2021. El 28 de noviembre de 2023, Hill fue arrestado en el condado de Kent, Michigan, bajo el cargo de violencia doméstica agravada después de presuntamente agredir a su hermano en la noche del 27 de noviembre. Más tarde fue puesto en libertad bajo fianza. La primera audiencia judicial de Hill estaba programada para enero de 2024.

## Campeonatos y logros
- Ultimate Fighting Championship
  - Campeonato de peso semipesado de UFC (una vez)
    - Segundo diferencial de strike significativo más alto en la historia del campeonato de UFC (+157 vs. Glover Teixeira)[44]
    - Los segundos golpes más importantes aterrizaron en una pelea por el título (232 vs. Glover Teixeira)[44]

  - El primer alumno de Dana White's Contender Series en convertirse en campeón indiscutible de UFC.[45]
  - Actuación de la Noche (dos veces) vs. Jimmy Crute y Johnny Walker[22][25]
  - Pelea de la Noche (dos veces) vs. Thiago Santos y Glover Teixeira[28][33]
- KnockOut Promotions 
  - Campeonato de Peso Semipesado de KOP (una vez)[46]
- MMAjunkie.com
  - KO del mes de febrero de 2022 vs. Johnny Walker[47]

## Récord en artes marciales mixtas
| Resultado     | Récord   | Oponente            | Método                  | Evento                                  | Fecha                    | Ronda | Tiempo | Localización                | Notas |
| ------------- | -------- | ------------------- | ----------------------- | --------------------------------------- | ------------------------ | ----- | ------ | --------------------------- | --- |
| Derrota       | 12-4 (1) | Khalíl Rountree Jr. | Decisión (unánime)      | UFC on ABC: Hill vs. Rountree Jr.       | 21 de junio de 2025      | 5     | 5:00   | Bakú, Azerbaiyán            | |
| Derrota       | 12-3 (1) | Jiří Procházka      | TKO (golpes)            | UFC 311                                 | 18 de enero de 2025      | 3     | 3:01   | Inglewood, California       | |
| Derrota       | 12-2 (1) | Alex Pereira        | KO (golpes)             | UFC 300                                 | 13 de abril de 2024      | 1     | 3:14   | Las Vegas, Nevada           | Por el Campeonato de Peso Semipesado de la UFC.                                                                                   |
| Victoria      | 12-1 (1) | Glover Teixeira     | Decisión (unánime)      | UFC 283                                 | 21 de enero de 2023      | 5     | 5:00   | Río de Janeiro, Brasil      | Ganó el vacante Campeonato de Peso Semipesado de la UFC. Pelea de la Noche.                                                       |
| Victoria      | 11-1 (1) | Thiago Santos       | TKO (golpes y codazos)  | UFC on ESPN: Santos vs. Hill            | 6 de agosto de 2022      | 4     | 2:31   | Las Vegas, Nevada           | Pelea de la Noche. |
| Victoria      | 10-1 (1) | Johnny Walker       | KO (puñetazo)           | UFC Fight Night: Walker vs. Hill        | 19 de febrero de 2022    | 1     | 2:55   | Las Vegas, Nevada           | Actuación de la Noche. |
| Victoria      | 9-1 (1)  | Jimmy Crute         | KO (golpes)             | UFC on ESPN: Font vs. Aldo              | 4 de diciembre de 2021   | 1     | 0:48   | Las Vegas, Nevada           | Actuación de la Noche. |
| Derrota       | 8-1 (1)  | Paul Craig          | TKO (codazos y golpes)  | UFC 263                                 | 12 de junio de 2021      | 1     | 1:59   | Glendale, Arizona           | |
| Victoria      | 8-0 (1)  | Ovince Saint Preux  | TKO (golpes)            | UFC on ESPN: Hermansson vs. Vettori     | 5 de diciembre de 2020   | 2     | 3:37   | Las Vegas, Nevada           | Combate de peso acordado (207.5 libras); Saint Preux no alcanzó el peso.                                                          |
| Sin resultado | 7-0 (1)  | Klidson Abreu       | Sin resultado (anulada) | UFC on ESPN: Woodley vs. Burns          | 30 de mayo de 2020       | 1     | 1:51   | Las Vegas, Nevada           | Originalmente una victoria por TKO (rodillazo al cuerpo y golpes) para Hill; anulada después de que diera positivo por marihuana. |
| Victoria      | 7-0      | Darko Stošić        | Decisión (unánime)      | UFC Fight Night: Blaydes vs. dos Santos | 25 de enero de 2020      | 3     | 5:00   | Raleigh, Carolina del Norte | |
| Victoria      | 6-0      | Alexander Poppeck   | TKO (golpes y codazos)  | Dana White's Contender Series 21        | 23 de julio de 2019      | 3     | 0:22   | Las Vegas, Nevada           | |
| Victoria      | 5-0      | William Vincent     | TKO (retiro)            | Lights Out Championship 2               | 16 de febrero de 2019    | 3     | 5:00   | Miami, Florida              | Pelea de peso pactado en (225 libras).                                                                                            |
| Victoria      | 4-0      | Dequan Townsend     | Decisión (unánime)      | KnockOut Promotions 62                  | 30 de junio de 2018      | 5     | 5:00   | Grand Rapids, Míchigan      | Ganó el Campeonato de Peso Semipesado de KOP.                                                                                     |
| Victoria      | 3-0      | William Vincent     | Decisión (unánime)      | KnockOut Promotions 61                  | 21 de abril de 2018      | 3     | 5:00   | Grand Rapids, Míchigan      | |
| Victoria      | 2-0      | Mike Johnson        | TKO (golpes)            | KnockOut Promotions 59                  | 16 de diciembre de 2017  | 1     | 4:45   | Grand Rapids, Míchigan      | Debut en el peso semipesado. |
| Victoria      | 1-0      | Alex Davidson       | Decisión (unánime)      | KnockOut Promotions 58                  | 30 de septiembre de 2017 | 3     | 5:00   | Grand Rapids, Míchigan      | Pelea de peso pactado en (215 libras).                                                                                            |

## Peleas en Pay-per-view
| N.º | Evento  | Pelea             | Fecha               | Sede           | Ciudad                            | Compras de PPV |
| --- | ------- | ----------------- | ------------------- | -------------- | --------------------------------- | -------------- |
| 1.  | UFC 283 | Teixeira vs. Hill | 23 de enero de 2023 | Jeunesse Arena | Río de Janeiro, Brasil            | No revelado    |
| 2.  | UFC 300 | Pereira vs. Hill  | 13 de abril de 2024 | T-Mobile Arena | Las Vegas, Nevada, Estados Unidos | No revelado    |